# Plop en de Kabouterpaashaas
Plop en de Kabouterpaashaas is een speciale uitzending van Kabouter Plop, in het thema Pasen.

## Verhaal
Vlak voor Pasen krijgt het kabouterbos bezoek van de paashaas. Hij vertelt de kabouters ziek te zijn en heeft hulp nodig. Klus bouwt een machine om de paaseieren te maken en Lui bewaart de eieren in zijn paddenstoel. Kwebbel haalt kruiden uit het bos om een genezingsdrank te brouwen. Maar als een van de kruiden verdwijnt, kan ze geen nieuwe plant vinden. Bovendien blijken er paaseieren uit de paddenstoel van Lui verdwenen te zijn, omdat een van de kabouters zich wil wreken.

## Cast
- Kabouter Plop - Walter de Donder
- Kabouter Kwebbel - Agnes de Nul
- Kabouter Lui - Chris Cauwenberghs
- Kabouter Klus - Aimé Anthoni
- Kabouter Smul - Luc Caals
- Kabouter Smal - Hilde Vanhulle
- Paashaas - Peter van de Velde

## Plop Vertelt
Bij de special hoort ook een reeks verhaaltjes die door Plop worden verteld. Hij vertelt deze verhalen vanuit zijn paddenstoel (versierd met paasboom) ondersteund met animatie. Een soortgelijke reeks werd gemaakt voor Plop en Prins Carnaval.
Verhaaltjes:
1. Waar is de wol?
2. De eend en het ei
3. Gekke Lui
4. Hatsjie
5. Melkherberg in de lente
6. Sneeuw in de lente
7. Eitjes in het water
8. Wat zit er in het ei?
9. Kwek
10. Wat een vreemd ei

## Trivia
Dit is de tweede keer dat een Plop-productie draait om het helpen van een feestfiguur. Eerder hielpen de kabouters al de Kerstkabouter (Fred van Kuyk), een parodie op de Kerstman, met het terugvinden van zijn toverstaf. Dat gebeurde in de film Plop en de Toverstaf.